# Веселин Пенев (футболист)
Веселин Пенев е бивш футболист, защитник, който от лятото на 2010 до 2017 година
играе за българския клуб ПФК Берое (Стара Загора).

## Професионална кариера
Юноша е на Берое, където започва и професионалната си кариера. След един сезон под Аязмото преминава през отборите на Нафтекс, където играе общо 4 години, ПСФК Черноморец (Бургас), където е за 2 сезона и по половин сезон в Спартак (Варна) и ПФК Несебър (Несебър) под ръководството на Гочето.

### ПФК Берое
Всъщност още през зимната паузна на 2010 г. се заговорва за негово евентуално връщане в отбора на Берое, поради желанието на Станислав Бачев да напусне Берое в посока чуждестранен отбор. През лятото на 2010 г. обаче не Бачев, а другият основен ляв бек на Берое Атанас Атанасов сменя футболната си принадлежност, като преминава в ПФК Локомотив (София). Това кара тогавашния треньор Илиан Илиев да привлече Веселин Пенев. Пенев пристига в отбора в началото на юни 2010 г.. Първият му официален мач с отбора е в квалификационната фаза на турнира Лига Европа, в който Берое участва като носител на Купата на България срещу ШК Рапид Виена, който завършва 1:1 .
Веселин Пенев е неизменен титуляр за отбора и сред футболистите с най-малко контузии. През изминалите сезони той е пропускал само 4 – 5 мача на сезон и е сред играчите с най-много голови асистенции в отбора. През юни 2016 г. той бележи гол при равенство 1:1 с филандския ХЯК Хелзинки от втория квалифиционен кръг на Лига Европа. През лятото на 2018 година прекратява кариерата си и започва работа в ДЮШ на Берое.

## Личен живот
Пенев има дъщеричка, а кум му е бившият президент на Берое Станислав Танев – Камилата.